# Tour de Passavant-la-Rochère
La tour de Passavant-la-Rochère est une tour située sur la commune de Passavant-la-Rochère, dans le département de la Haute-Saône, en France.

## Historique
L'édifice est inscrit au titre des monuments historiques par arrêté du 24 juillet 1985.